# Giro di Toscana 1957
Il Giro di Toscana 1957, trentunesima edizione della corsa, si svolse il 23 giugno su un percorso di 265 km, con partenza e arrivo a Firenze. Fu vinto dall'italiano Alfredo Sabbadin della San Pellegrino Sport davanti ai suoi connazionali Emilio Bottecchia e Giorgio Albani.

## Ordine d'arrivo (Top 10)
| Pos. | Corridore          | Squadra              | Tempo    |
| ---- | ------------------ | -------------------- | -------- |
| 1    | Alfredo Sabbadin   | San Pellegrino Sport | 6h56'20" |
| 2    | Emilio Bottecchia  | Leo-Chlorodont       | a 2'23"  |
| 3    | Giorgio Albani     | Legnano              | a 2'32"  |
| 4    | Ercole Baldini     | Legnano              | s.t.     |
| 5    | Pasquale Fornara   | Arbos-Bif-Welter     | s.t.     |
| 6    | Adriano Zamboni    | Torpado-Girardengo   | s.t.     |
| 7    | Nello Velucchi     | Lygie                | a 3'08"  |
| 8    | Giuseppe Cainero   | Carpano-Coppi        | s.t.     |
| 9    | Aldo Moser         | Leo-Chlorodont       | s.t.     |
| 10   | Giuseppe Fallarini | Asborno-Frejus       | a 3'27"  |